# Romana Dubnova
Romana Dubnova (née Bělocká le 4 novembre 1978 à Ostrava-Vítkovice) est une athlète tchèque, spécialiste du saut en hauteur.

## Carrière
Formée à Ostrava, Romana Dubnova s’impose dans les compétitions nationales au début des années 2000. Elle est six fois championne de République tchèque de saut en hauteur et totalise plusieurs médailles nationales.  
Sa meilleure performance est un saut à 1,96 m réalisé en 2005 à Čáslav, qui constitue son record personnel en plein air. En salle, elle atteint 1,95 m en 2006 à Bucarest et en 2008 à Eaubonne.  
Elle participe à plusieurs compétitions internationales :
- 13e place aux Championnats d’Europe espoirs 1999,
- qualification aux Championnats d’Europe 2006 et aux Championnats du monde 2007,
- finale aux Jeux olympiques de Pékin 2008, où elle termine 12e avec un saut à 1,93 m[1].

Elle met un terme à sa carrière en 2013 et devient entraîneuse au club SSK Vítkovice, où elle forme de jeunes athlètes.

## Palmarès
| Date | Compétition                    | Lieu       | Résultat | Marque |
| ---- | ------------------------------ | ---------- | -------- | ------ |
| 1999 | Championnats d'Europe espoirs  | Göteborg   | 13e      | 1,78 m |
| 2006 | Championnats d'Europe          | Göteborg   | qual.    | 1,90 m |
| 2007 | Championnats d'Europe en salle | Birmingham | qual.    | 1,89 m |
| 2007 | Championnats du monde          | Osaka      | qual.    | 1,91 m |
| 2008 | Jeux olympiques                | Pékin      | 12e      | 1,93 m |

## Records
| Épreuve                     | Performance | Lieu     | Date           |
| --------------------------- | ----------- | -------- | -------------- |
| Saut en hauteur (plein air) | 1,96 m      | Čáslav   | 30 août 2005   |
| Saut en hauteur (salle)     | 1,95 m      | Bucarest | 5 février 2006 |
| Saut en hauteur (salle)     | 1,95 m      | Eaubonne | 8 février 2008 |